# Johan Erhard Areschoug
Pour les articles homonymes, voir Areschoug.
Johan Erhard Areschoug (11 septembre 1811 - 7 mai 1887) est un botaniste suédois, né à Göteborg et mort à Stockholm. Il fait partie de la famille Arreskow. Son prénom est parfois noté "John".

## Biographie
Il étudie les sciences naturelles à l'université de Lund, où il obtient un doctorat en philosophie en 1838.
En 1859, il succède à Elias Magnus Fries (1794-1878) en tant que professeur de botanique et d'économie à l'université d'Uppsala jusqu'en 1876.
Il collabore avec J.J. Berzelius et l'institut Karolinska. Il offre des microscopes à l'université d'Uppsala pour les études botaniques.

## Reconnaissance scientifique
En 1851, il est élu membre de l'Académie Royale Suédoise des Sciences. Areschoug travaille surtout dans le domaine des cryptogames scandinaves ; ses recherches sur la phycologie sont célèbres. Le genre de l'algue rouge Areschougia de la famille Areschougiaceae a été nommée en son honneur.
Il entretient une correspondance abondante avec des scientifiques du monde entier comme Gustave Thuret. Il collecte des plantes que l'on retrouve dans différentes collections comme Die Characeen Europa's in getrockneten Exemplaren.
Il participe au Musée d'histoire naturelle et au Jardin botanique de Göteborg.

## Publications
- (la)Symbolae Algarum rar. Florae scandinavicae,1838.
- (la)Iconographia phycologica, 1847.
- (la)Phyceae scanidnavicae marinae, 1850.
- (la)Observationes phycologicae, 1883.
- (la) avec Johannes Conradus Carlberg, Phyceae Capense, 1851

## Biographies
- N.E. Svedelius, in SBL 1919, vol.2, p. 144-149.
- V.B. Wittrock, in Royal Swedish Academy of Sciences